# Região de Landquart
Landquart é uma região do cantão de Grisões, na Suíça. Tem 174,67 km² de área e sua população em 2019 foi estimada em 25.402 habitantes. Sua sede é a comuna de Landquart.
Foi criada em 1 de janeiro de 2016, a partir do território do antigo distrito de Landquart, como parte de uma reorganização territorial do Cantão.

## Comunas
| Trimmis   | 3.310 | 42.87 |
| Untervaz  | 2.521 | 27.72 |
| Zizers    | 3.490 | 11.01 |
| Fläsch    | 835   | 19.94 |
| Jenins    | 895   | 10.54 |
| Maienfeld | 3.006 | 32.33 |
| Malans    | 2.419 | 11.4  |
| Landquart | 8.926 | 18.86 |